# Trigonostemon inopinatus
Trigonostemon inopinatus är en törelväxtart som beskrevs av Airy Shaw. Trigonostemon inopinatus ingår i släktet Trigonostemon och familjen törelväxter. Inga underarter finns listade i Catalogue of Life.